# The Crybaby
Pour les articles homonymes, voir Cry baby.
Albums de Melvins
The Bootlicker
(1999) The Trilogy Vinyl
(2000)
The Crybaby est un album des Melvins sorti en 1999 chez Ipecac Recordings. Il fait partie d'une trilogie: The Maggot, The Bootlicker et The Crybaby, publiée en édition vinyle par Ipecac Recordings (The Trilogy Vinyl, IPC-011, 27 novembre 2000).
Dry Drunk inclut Interlude écrit et joué par Godzik Pink. Sur la version CD, le dernier morceau, Moon Pie est suivi de quelques minutes de silence puis d'un sample sinistre de l'intro de amazon (la première chanson du premier album de la trilogie, The Maggot), encore suivi de silence. L'album se termine sur la voix d'un homme criant AGAIN!.
The Trilogy vinyl inclut une version inédite de Divorced et quatre chanson de The Bootlicker manquent (Dry Drunk, Okie From Muskogee, The Man With The Laughing Hand Is Dead, et Moon Pie).
Le morceau Divorced est une collaboration avec le groupe Tool, et inclut également une conversation entre Osborne et le leader de Tool, Maynard James Keenan. Mike Patton a quant à lui contribué à l'écriture et à l'enregistrement de la piste G.I Joe. Blockbuster est quant à lui une reprise de The Jesus Lizard, réalisé avec le concours du chanteur de ce groupe, David Yow.

## Pistes
1. Smells Like Teen Spirit (Cobain, Grohl, Novoselic) – 5:01
2. Blockbuster (The Jesus Lizard) – 3:09
3. Ramblin' Man (Williams) – 3:14
4. G.I. Joe (Patton/Rutmanis) – 3:59
5. Mine Is No Disgrace (Osborne/Thirwell) – 8:21
6. Spineless (Sanko) – 4:01
7. Divorced (Crover/Melvins) – 14:42
8. Dry Drunk (Osborne/Yow) – 4:03
  1. Dry Drunk (Part I) (Osborne/Yow)
  2. Interlude (Godzik Pink)
  3. Dry Drunk (Part II) (Osborne/Yow)
9. Okie From Muskogee (Haggard) – 2:10
10. The Man With The Laughing Hand Is Dead (Osborne/Blood) – 11:26
11. Moon Pie (Osborne/Sharp) – 12:44

## Personnel
- The Melvins:
  - Buzz Osborne (King Buzzo) - Chant, guitare, guitare basse, bruit
  - Dale Crover - Batterie, guitare, chant, bruit
  - Kevin Rutmanis - Basse, slide bass, oscillateur, harmonica, métronome, chant, guitare
- Tool:
  - Danny Carey - Batterie sur piste 7
  - Justin Chancellor - basse sur piste 7
  - Adam Jones - guitare sur piste 7
  - Maynard James Keenan - chant sur piste 7
- Vince DeFranco - producteur/ingénieur piste 7
- Ryeland Allison - producteur/ingénieur piste 7
- Skeleton Key:
  - Erik Sanko - guitare et chant sur piste 6
  - Rick Lee - trash et samples sur piste 6
- Bliss Blood - chant, Wurlitzer, voix transformée, sitar électrique, scie musicale et samples de Señor Wences (un célèbre ventriloque) sur piste 10
- Henry Bogdan - steel guitar sur pistes 3 et 9
- Bruce Bromberg - guitare sur piste 6
- Amanda Ferguson - chant sur piste 6
- Leif Garrett - chant sur piste 1
- Mike Patton - chant, sampler, guitare et percussion sur piste 4
- Godzik Pink - Joue "Interlude" sur piste 8
- Kevin Sharp - chant et samples sur piste 11
- J. G. Thirlwell - chant et samples sur piste 5
- Hank Williams III - guitare et chant sur piste 3, chant sur piste 9
- David Yow - chant sur pistes 2 et 8